# Andrzej Sołtan-Pereświat
Andrzej Sołtan-Pereświat (ur. 30 listopada 1906 r. w Kijowie, zm. 4 września 1939 w Nieszawie) – wioślarz, żołnierz, olimpijczyk z Amsterdamu 1928.
Zawodnik AZS Warszawa, startował w ósemkach. Był mistrzem Polski w roku 1927 (ósemka) oraz zdobywcą brązowego medalu w latach 1928, 1930, 1931. W roku 1930 zdobył wicemistrzostwo Polski w czwórce ze sternikiem.
W 1927 roku w akademickich mistrzostwach świata w wioślarstwie zdobył srebrny medal (ósemka) a w mistrzostwach Europy zdobył medal brązowy.
Na igrzyskach olimpijskich w 1928 roku zajął 4. miejsce w konkurencji ósemek.
Poległ podczas kampanii wrześniowej 1939.